# P-reeks (wiskunde)
Een p-reeks of hyperharmonische reeks is een reeks van de vorm
{\displaystyle \sum _{n=1}^{\infty }{\frac {1}{n^{p}}}\ =\ 1\ +\ {\frac {1}{2^{p}}}+\ {\frac {1}{3^{p}}}+\ {\frac {1}{4^{p}}}\ +\ ...}
waarbij {\displaystyle p} een positief reëel getal is.
De termen van dit type reeks zijn voor alle strikt positieve waarden {\displaystyle p} positief en strikt dalend.

## Convergentie of divergentie
Indien {\displaystyle p\ >\ 1} is de reeks convergent, indien {\displaystyle 0\ \leq \ p\ \leq \ 1} is de reeks divergent.
Het bewijs hiervan kan worden bekomen door toepassing van de integraaltest of de condenstatietest. Bijvoorbeeld, door middel van de condensatietest:
De p-reeks 
{\displaystyle \sum _{n=1}^{\infty }{\frac {1}{n^{p}}}}
heeft als gecondenseerde reeks
{\displaystyle \sum _{n=0}^{\infty }{\frac {2^{n}}{(2^{n})^{p}}}\ =\ \sum _{n=0}^{\infty }{\frac {1}{(2^{p-1})^{n}}}\ =\ \sum _{n=0}^{\infty }(2^{1-p})^{n}}
Dit is een meetkundige reeks met ratio {\displaystyle r\ =\ 2^{1-p}}. Een meetkundige reeks {\displaystyle \sum r^{n}} convergeert enkel en alleen indien haar ratio {\displaystyle r} strikt kleiner is dan 1, wat betekent dat {\displaystyle p} strikt groter dan 1 moet zijn opdat de p-reeks zou convergeren.

## Speciale gevallen
- p = 1 : in dat geval spreekt men van de harmonische reeks. De divergentie van deze reeks werd reeds in de 14-de eeuw bewezen werd door Oresme.
- p > 1 : in dat geval spreekt men van een overharmonische reeks. Deze zijn zoals hierboven bewezen convergent. De reekssom van een overharmonische reeks is gelijk aan de waarde van de Riemann-zetafunctie geëvalueerd in de waarde {\displaystyle p}

{\displaystyle \zeta (p)=\sum _{n=1}^{\infty }{\frac {1}{n^{p}}}}.
- p = 2 : deze overharmonische reeks heeft een totale reekssom gelijk aan {\displaystyle {\frac {\pi ^{2}}{6}}}, wat bewezen werd door Euler.

## Gebruik
P-reeksen zijn bij uitstek geschikt om de convergentie of divergentie na te gaan van reeksen waarbij de algemene term een breuk is met in de teller en de noemer een veelterm van de index {\displaystyle n} van de reeks. De machten in die veeltermen hoeven geen natuurlijke waarde te hebben. Het te gebruiken convergentiecriterium is in dat geval de limietvergelijkingstest. Een concreet voorbeeld is te vinden op de pagina van de limietvergelijkingstest.

## ln-reeks
De ln-reeks is een aan de p-reeks verwante reeks van de vorm
{\displaystyle \sum _{n=2}^{\infty }{\frac {1}{n(\ln n)^{p}}}}
waarbij p weer een positief reëel getal is. De termen zijn positief en dalend.
De gecondenseerde reeks hiervan is
{\displaystyle \sum _{n=1}^{\infty }{\frac {2^{n}}{2^{n}(\ln(2^{n}))^{p}}}\ =\ {\frac {1}{(ln2)^{p}}}\ \sum _{n=1}^{\infty }{\frac {1}{n^{p}}}}
en dit is een van nul verschillend veelvoud van de p-reeks. Deze p-reeks is dus op een veelvoud na de gecondenseerde reeks van de ln-reeks.
Gezien een reeks en haar gecondenseerde reeks samen convergent of samen divergent zijn is de ln-reeks convergent indien {\displaystyle p\ >\ 1} en divergent indien {\displaystyle 0\ \leq \ p\ \leq \ 1}.